# Survivor Series 1987
Survivor Series 1987 was een pay-per-viewevenement in het professioneel worstelen dat georganiseerd werd door de World Wrestling Federation. Het evenement was de eerste editie van Survivor Series en vond plaats in het Richfield Coliseum in Richfield (Ohio) op 26 november 1987.
De hoofd wedstrijd was een Survivor Series match waarin het team van André the Giant het team van Hulk Hogan versloeg, toen André Hogans teamlid Bam Bam Bigelow elimineerde om de eerste "survivor" ("overlevende") in de geschiedenis van de Survivor Series te worden.

## Matchen
| Nr.                                                                          | Match | Winnaar(s)                                                                                   |
| ---------------------------------------------------------------------------- | --- | -------------------------------------------------------------------------------------------- |
| 1                                                                            | The Honky Tonk Man (met Jimmy Hart), Hercules, Danny Davis, Ron Bass & Harley Race (met Bobby Heenan) vs. Randy Savage (met Miss Elizabeth), Jake Roberts, Ricky Steamboat, Brutus Beefcake & Jim Duggan in een 5-op-5 Survivor Series eliminatie match | Randy Savage, Jake Roberts, Ricky Steamboat, Brutus Beefcake & Jim Duggan                    |
| 2                                                                            | Sensational Sherri, The Glamour Girls (Leilani Kai & Judy Martin) (met Jimmy Hart), Donna Christanello & Dawn Marie vs. The Fabulous Moolah, Rockin' Robin, Velvet McIntyre & Jumping Bomb Angels (Itsuki Yamazaki & Noriyo Tateno) defeated Sensational Sherri, The Glamour Girls (Leilani Kai and Judy Martin) (with Jimmy Hart), Donna Christanello, and Dawn Marie. in een 5-op-5 Survivor Series elimination match | The Fabulous Moolah, Rockin' Robin, Velvet McIntyre & Jumping Bomb Angels                    |
| 3                                                                            | Strike Force (Tito Santana & Rick Martel), The Young Stallions (Paul Roma & Jim Powers), The Fabulous Rougeaus (Jacques & Raymond), The Killer Bees (Jim Brunzell & Brian Blair) en British Bulldogs (Davey Boy Smith & Dynamite Kid) vs. The Hart Foundation (Bret Hart & Jim Neidhart) (met Jimmy Hart), The Islanders (Haku & Tama) (met Bobby Heenan), Demolition (Ax & Smash) (met Mr. Fuji), The Bolsheviks (Nikolai Volkoff & Boris Zhukov) (met Slick) en The New Dream Team (Greg Valentine & Dino Bravo) (met Johnny V.) in een tag team Survivor Series elimination match | Strike Force, The Young Stallions, The Fabulous Rougeaus, The Killer Bees & British Bulldogs |
| 4                                                                            | André the Giant, One Man Gang, King Kong Bundy, Butch Reed & Rick Rude (met Bobby Heenan en Slick) vs. Hulk Hogan, Paul Orndorff, Don Muraco, Ken Patera & Bam Bam Bigelow (met Oliver Humperdink) in een 5-op-5 Survivor Series elimination match | André the Giant, One Man Gang, King Kong Bundy, Butch Reed & Rick Rude                       |
| (c) huidige kampioen voor en na de match \| (nc) nieuwe kampioen na de match | |                                                                                              |